# Край Оз (Харон)
Край Оз (англ. Oz Terra) — неофіційна назва обширної площі поверхні Харона – супутника Плутона. Ця горбиста ділянка землі розташована на північ від рівнини Вулкана. Дану ділянку названо на честь Країни Оз із роману «Дивовижний чарівник країни Оз».

## Поверхня
Краєві Оз притаманні численні западини, рови (ґрабени) і ущелини, що є ознакою екстенсивних тектонічних рухів. Його розділяють на три зони: нижня (ущелини й каньйони), середня (ущелини й жолобкувата кора) і верхня (западини й кряжі). Якщо тектонічні ознаки в Краї Оз обмежує видима півкуля або вони простягаються вздовж усього Харона, будучи наслідком тектонічних рухів планетарного масштабу, то, імовірно, є підстави припускати, що і на невидимій півкулі так само є свої тектонічні особливості. 